# Egzekucja w Ostrowcu Świętokrzyskim
Egzekucja w Ostrowcu Świętokrzyskim – masowa zbrodnia dokonana przez Niemców 30 września 1942 na rynku w Ostrowcu Świętokrzyskim.

## Historia
W nocy 16 września 1942 funkcjonariusze ostrowieckiej komendy gestapo wszczęli akcję aresztowań mieszkańców miasta. Po rewizjach domowych zatrzymano wówczas trzydziestu mężczyzn z różnych grup zawodowych (urzędnicy, pocztowcy, przedsiębiorcy, nauczyciele, robotnicy Zakładów Ostrowieckich, jeden uczeń i lekarz). W trakcie śledztwa Instytutu Pamięci Narodowej nie ustalono kryteriów, które gestapowcy brali pod uwagę sporządzając listę do zatrzymań. Prawdopodobne jest, że okupanci mieli na celu rozbicie lokalnej siatki konspiracyjnej lub (co mniej prawdopodobne) był to odwet za wysadzenie mostu kolejowego na linii Skarżysko–Rozwadów, w Romanowie przez Gwardię Ludową (11 września 1942). Ponad połowa straconych w egzekucji była członkami Związku Walki Zbrojnej oraz Polskiej Partii Socjalistycznej – Wolność Równość Niepodległość i nie mieli oni nic wspólnego z Gwardią Ludową.
Ujęte osoby zostały przewiezione do aresztu zlokalizowanego w budynku Zarządu Miejskiego przy ulicy Głogowskiego. Część z aresztowanych przewożono na przesłuchania do budynku gestapo przy ulicy Sienkiewicza. Szczególnie bestialsko potraktowano lekarza Józefa Dudę, u którego znaleziono prasę konspiracyjną. Tortury zastosowane w trakcie przesłuchań uniemożliwiły mu samodzielne dotarcie na miejsce egzekucji. Henryk Widmański w ogóle nie przeżył tortur i zmarł przed egzekucją. Ostatecznie publiczny mord zarządził komendant Sipo i SS na dystrykt radomski, Fritz Liphardt, a zatwierdził go dowódca SS na ten sam dystrykt, Herbert Böttcher. Hans Soltan, który wydał rozkaz aresztowania ofiar egzekucji, nigdy nie został pociągnięty do odpowiedzialności za ten czyn. Akcją prawdopodobnie dowodził zastępca ostrowieckiego komendanta gestapo, Hans Peters, ale nie ma na to bezpośrednich dowodów. Wyrok śmierci odczytał gestapowiec Erwin Raczyński. Kolejność zabijania ofiar była zgodna z porządkiem alfabetycznym. Skazani zachowywali się spokojnie i z godnością. Kolejni wywołani żegnali się słowami do widzenia Panom. Jako pierwszy zamordowany został podpułkownik Leon Braziulewicz, który przed wykonaniem wyroku powiedział: Za dzisiejsze widowisko niech wam Pan Bóg zapłaci. Trzy pierwsze ofiary powieszono bez użycia stołka. Wyznaczony Żyd z getta ostrowieckiego zaciągał pętlę na szyję osobie stojącej na ziemi, a następnie wieszanego podciągano ku górze, co okazało się niefunkcjonalne. Obwiązywano zatem również nogi ofiar i podciągano tak, by nie dotykały podłoża. Dwóch katów w maskach uwieszało się na osobie mordowanej i ciągnęło ją ku dołowi. Ostatecznie przyniesiono stołek, który wytrącał gestapowiec, co przyspieszyło egzekucję i ułatwiło ją oprawcom. Stanisław Łosiński został zastrzelony przez gestapowca, ponieważ wspiął się na słup podporowy i próbował zdjąć pętlę z szyi. Po zastrzeleniu zsunął się ze słupa i wisiał na sznurze. Podczas wieszania ze sznura zerwał się Antoni Grad, któremu związano nogi i powieszono go powtórnie. 
Według zeznań nielicznych świadków, obserwujących działania Niemców z ukrycia, egzekucję wykonano bez udziału ludności. Żandarmeria nie zezwoliła przebywać na rynku osobom postronnym, zarządzono również zasłonięcie okien w mieszkaniach. Do powieszenia ofiar (mord miał miejsce około godziny 13:00) prawdopodobnie Niemcy zmusili Żydów z lokalnego getta (mieli oni zasłonięte twarze), choć możliwe, że Żydzi zgłosili się sami. Szubienicę wykonał wydział techniczny Zarządu Miasta. Miała sześć przęseł o długości pozwalającej na powieszenie 5 skazanych na jednym przęśle. Poszczególne przęsła wspierały się na krzyżowo ustawionych słupach. Egzekucja trwała niecałe dwie godziny i wstrząsnęła nawet niektórymi urzędnikami okupanta niemieckiego. Po zakończeniu mordu zwłoki pozostawiono na szubienicach przez kilka godzin. Na rynek mogli wówczas wejść mieszkańcy miasta. Zabrano je wieczorem (około godziny 18:00), na platformach konnych browaru Stanisława Saskiego, który także został powieszony. Ciała (w tym wcześniej zamordowanego Henryka Widmańskiego) przewieziono pod mur cmentarny przy ulicy Denkowskiej i umieszczono we wspólnej mogile (wyrobisko piaskowe). Rodziny nie mogły zabrać zwłok pomordowanych i nie wydano im żadnego dokumentu potwierdzającego śmierć członków rodzin. Zwrócono im jednak ubrania ofiar. W maju 1944 szczątki zostały chemicznie spalone przez niemiecki oddział (w mogiłę wtłoczono jakąś substancję żrącą).

## Prawne aspekty
Z punktu widzenia prawa prowadzone przez gestapowców czynności były całkowicie niezgodne z Konwencją Haską i zasadami prowadzenia działań wojennych oraz międzynarodowymi regulacjami prawnymi, dotyczącym postępowania z ludnością cywilną w czasie wojny i okupacji. Były zatem całkowicie niepraworządne i stanowiły nieuzasadnioną represję. Świadczyły o zamiarze i intencji wyniszczenia określonej grupy osób z uwagi na ich przynależność narodowościową. Prokuratorowi z Instytutu Pamięci Narodowej nie udało się jednak bezsprzecznie ustalić, kto wydał rozkaz przeprowadzenia akcji aresztowania, a następnie pozbawienia życia zatrzymanych i kto określił sposób ich bestialskiego potraktowania, choć prawdopodobnie był to Hans Peters, zastrzelony przez żołnierzy Armii Krajowej w 1944 w okolicach Buska-Zdroju.

## Zamordowani
W egzekucji zostały przez Niemców zamordowane następujące osoby: 

- Leon Braziulewicz,
- Jerzy Cywiński,
- Józef Duda,
- Jan Dzienniak,
- Kazimierz Gałka,
- Józef Gierdalski,
- Antoni Grad,
- Jan Gronwald,
- Tadeusz Gryglewicz,
- Stefan Kosmaciński,
- Teodor Kosmaciński,
- Stanisław Liburski,
- Stefan Łosiński,
- Zbigniew Madejski,
- Zbigniew Martin,
- Stanisław Matyas,
- Władysław Opala,
- Michał Pakuła,
- Feliks Pieterek,
- Jan Plaskota,
- Zygmunt Salmonowicz,
- Stanisław Saski,
- Leon Smoleński,
- Franciszek Späth,
- Bronisław Szymczyk,
- Józef Szymczyk,
- Józef Trepczyński,
- Jan Widmański,
- Witold Wróblewski.

## Upamiętnienie
Po wojnie w miejscu egzekucji ustawiono krzyż. W 1955 posadowiono tam pomnik wdzięczności Sowietom. W 1992 wzniesiono obecny Pomnik ku czci powieszonych przez Niemców dwudziestu dziewięciu obywateli miasta Ostrowca w dniu 30.IX.1942r. autorstwa Beaty Karaś, który zlokalizowany jest w południowej części ostrowieckiego rynku. Przedstawia zerwany sznur rozrywający kostki brukowe. Obok umieszczono tablice z nazwiskami ofiar.